# 鶴ちゃんのおもいっきりポコポコ
『鶴ちゃんのおもいっきりポコポコ』（つるちゃんのおもいっきりポコポコ）は、1986年4月10日から同年10月2日までテレビ朝日系列各局（一部を除く）で放送された、テレビ朝日制作のバラエティ番組である。「鶴ちゃん」こと片岡鶴太郎の冠番組。伊勢丹（ISETAN）の一社提供。

## 概要
「南の島」をテーマにしたバラエティ番組で、リアルな砂浜を再現し、潮風やスコールが出るスタジオセットの中で南の島に関するテーマを分析。島の情報を交えながら、理想の島作りを目指すというものだった。

## 放送時間
- 木曜 19時00分 - 19時30分 (JST)[注 3]
  - 同時間帯は前番組『タイムショック』まではネットワークセールス枠だったが、この『鶴ちゃんのおもいっきりポコポコ』のスタートとともにローカルセールス枠に降格された。そのため、テレビ朝日系列局であっても遅れネットで放送する局や未放送の局があり、例として瀬戸内海放送（KSB）では2日遅れの土曜17時00分 - 17時30分の遅れネットで放送されていた。

### ネット局
- テレビ朝日
- 北海道テレビ放送（HTB）
- 東日本放送（KHB）
- 静岡けんみんテレビ（SKT）
- 新潟テレビ21（NT21）
- 瀬戸内海放送（KSB）
- 広島ホームテレビ（HOME）
- 九州朝日放送（KBC）
- 鹿児島放送（KKB）
- 秋田テレビ（AKT）
- 福井放送（FBC）

## 出演者
- 片岡鶴太郎[注 5]
- 浅井慎平[注 6]
- とり・みき
- なぎら健壱
- 馬淵よしの
- 杉本彩
- 森下恵理
- ほか

## スタッフ
- プロデューサー：斉藤由雄
- 構成：廣岡豊[3]、植竹公和[3]、川崎良[3]、笠博勝[3]

## 備考
- 34年後の2020年7月17日に同局で放送された『マツコ&有吉 かりそめ天国 2時間スペシャル』内「再放送委員会」コーナーで、当番組の最終回が放送[注 7]。通常は南の島風セットのスタジオで収録していた[2]が、最終回はスタジオではなく マーシャル諸島でロケを行い、 マーシャル諸島国民を相手に「だるまさんがころんだ」を行った（鬼役はなぎら健壱）[注 8]。